# Ferdinand Daynaud
Ferdinand Daynaud, né le 1er juin 1838 à Aiguillon (Lot-et-Garonne) et mort le 8 mars 1918 à Vic-Fezensac (Gers), est un homme politique français.

## Biographie
Propriétaire, conseiller général, il est député du Gers de 1881 à 1893, inscrit au groupe bonapartiste de l'Appel au peuple.

## Sources
- « Ferdinand Daynaud », dans Adolphe Robert et Gaston Cougny, Dictionnaire des parlementaires français, Edgar Bourloton, 1889-1891 [détail de l’édition]
- « Ferdinand Daynaud », dans le Dictionnaire des parlementaires français (1889-1940), sous la direction de Jean Jolly, PUF, 1960 [détail de l’édition]